# Pro Yakyū Super League CD
Pro Yakyū Super League CD (プロ野球スーパーリーグＣＤ, en japonais) est un jeu vidéo de baseball sorti en 1992 sur Mega-CD. Le jeu a été développé par Hudson Soft et édité par Sega. Il s'agit de la suite de Sports Talk Baseball. Elle est sortie uniquement au Japon.